# Ramzi Yousef
Ramzi Ahmed Yousef of Ramzi Mohammed Yousef (ook getranslitereerd als Ramzi Yusuf, Ramzi Youssef) (Arabisch: رمزي يوسف), oorspronkelijke naam Abdul Basit Mahmoud Abdul Karim (Arabisch: عبد الباسط كريم), maar ook bekend onder vele andere pseudoniemen (Koeweit, 27 april 1967) is een in Koeweit geboren man van Pakistaanse afkomst die veroordeeld is wegens het beramen van de aanslag op het WTC in 1993 en voor de bomaanslag op Philippine Airlines-vlucht 434. Hij is door agenten van de Amerikaanse Diplomatic Security Service in de Pakistaanse hoofdstad Islamabad gearresteerd, en vervolgens uitgeleverd aan de Verenigde Staten, alwaar hij berecht werd en veroordeeld tot levenslang. Hij zit deze straf uit in ADX Florence in Colorado. Yousefs oom is Khalid Shaikh Mohammed, een prominent lid van Al Qaida, eveneens gearresteerd door de VS, in dit geval wegens de aanslagen op 11 september 2001.